# Respirazione olotropica
La respirazione olotropica è una pratica alternativa, priva di riscontri scientifici, sviluppata da Stanislav Grof e Christina Grof, che, secondo gli ideatori del metodo, consente l'accesso a "stati non ordinari di coscienza". Il termine "olotropica" proviene dal greco ὅλος (intero) e τρεπὲιν (muoversi verso): significa quindi "che si muove verso l'interezza".
Ha qualche somiglianza con il rebirthing, ma è stata sviluppata in maniera indipendente. È definita dai suoi praticanti come una "tecnica di auto-esplorazione" che riprende concetti derivati dall'antropologia, dalla psicologia transpersonale, da pratiche spirituali orientali e tradizioni mistiche di varia origine.

## Il metodo
Il metodo si articola in sei punti: presentazione teorica del paradigma transpersonale di Stanislav Grof; respirazione profonda e accelerata con l'ascolto di musica evocativa; lavoro sul corpo; rappresentazione figurativa in un mandala dell'esperienza vissuta; condivisione in gruppo dell'esperienza vissuta.
Si pratica solitamente in gruppi, ma anche in sessioni individuali. All'interno dei gruppi, i partecipanti lavorano in coppia e si alternano nei ruoli di sperimentatore ("breather", cioè colui che respira) e "sitter". La responsabilità primaria del sitter è quella di stabilire una relazione empatica con il proprio compagno che respira senza interferire né interrompere il suo processo, ma "vegliandolo" nel corso del processo e aiutandolo in caso di necessità pratiche. Lo stesso vale per i facilitatori formati, che, sempre presenti durante le sessioni di respirazione, intervengono se necessario.

## Controversie sul metodo
I sostenitori del metodo affermano che lo stato di coscienza che viene in questo modo generato attiva il "naturale processo interno di guarigione della propria psiche", portando alla consapevolezza della persona un particolare gruppo di esperienze interiori.
Ken Wilber, nel suo libro "Eye of the Spirit" (1996), critica l'affermazione di Grof secondo la quale per poter accedere a stati di coscienza transpersonali l'individuo debba dapprima regredire allo stato perinatale per risolvere il trauma della (e/o in vicinanza della) nascita. Wilber afferma che, sebbene questo possa essere vero, lo è solo in un determinato numero di casi.